# 全網公敵
《全網公敵》是中國Aluba工作室製作的一款劇情向解謎遊戲，遊戲於2020年8月25日以搶先體驗形式在Steam發行，2021年2月3日轉為正式版，其後發佈了三部追加下載内容。本作是Aluba工作室的第一款作品，遊戲先後登陸Android和iOS平台。遊戲中玩家扮演泰坦公司的一個新晉黑客，負責處理公司給予的調查任務，期間玩家要利用公司資源、黑客技術和社會工程學收集資料。

## 遊戲系統

遊玩時的畫面

《全網公敵》採用解謎遊戲的遊玩方式，玩家扮演泰坦公司的一個新晉黑客，負責處理公司給予的調查任務，玩家要利用公司資源、黑客技術和社會工程學。在網絡上收集和事件有關的人物信息，當收集到足夠的信息就能提交報告並完成任務。玩家在一個仿macOS的圖形用戶介面上進行遊戲，公司會以電郵方式給予任務資料。玩家通過網絡搜索收集目標對象的基礎信息，在收集到關鍵的信息後可以在泰坦公司的數據庫獲得更多信息。掌握足夠資料可以使用軟件推導出目標的常用密碼，進而登陸目標的各類賬號以獲取更多信息。玩家在掌握足夠信息後，還可以使用偽裝軟件，扮演目標的朋友或者相關人士，使用聊天軟件或者電話套取更多信息。此外，還能使用釣魚網站入侵目標硬件設備（電腦或手機等）獲取私密信息。後期玩家可以獲得更多權限，可以根據既有的目標照片從阿利維亞共和國全國的閉路電視尋找目標位置，追蹤目標行動路徑，還有機會使用泰坦公司的輿情系統，通過網絡水軍控制全國輿論。遊戲也有推理模式，在收集一定數量信息時會開啟，玩家要重新整理收集的信息，梳理事件發生經過，從而推理出結果。遊戲中所有音頻信息和對話角色都有語音，在視頻通話時會有字幕方便玩家瞭解對話內容。遊戲進程中存在選項，由玩家來決定主角接下來的行動，繼而影響接下來的劇情發展，選項會導致不同的結局。
在追加下載内容「甜蜜之家」中，有根據玩家是警務人員的身份增加玩法，如使用職員身份調用全國基站，以偽裝目標使用過的WiFi名稱的方式，讓目標設備自動連結WiFi，從而偷聽目標的情況。在緊急情況下，玩家能調用區域的巡邏警車協助攔截目標。在追加下載内容「Hello World」中，增加了阻斷服務攻擊的玩法，以塔防游戏方式模擬殭屍電腦衝擊服務器的防火墻。

## 故事簡介
本篇
泰塔矩陣是阿利維亞共和國的大型資訊科技公司，掌握共和國公民大量個人資料，玩家扮演泰坦公司的新晉員工，從屬資訊總監Ashley Clayson。在面試期間，主角透過Ashley給予的信息，黑進了泰坦公司的服務器來證明自己的能力。此後，在Ashley的指揮下，主角負責去處理一些和公司有關的事件。主角接連幫忙調查了資訊科技公司迪福斯創始人Kapil Modi在陷入家暴醜聞後跳樓身亡的內幕，泰坦的AI项目主管盜取了公司的重要實驗數據的內幕和尋找證監會會長失蹤的兒子。在調查過程中，主角開始接觸到一個入侵到泰坦的黑客Van，在Van的指點下主角開始質疑自己的身份。在調查泰坦員工疑似洩露明星Barbie Saya隱私導致的輿論風波中，主角利用Van給予資料黑進泰坦公司後台，得知自己是泰坦公司實驗中的人工智能（AI）项目，Van自稱自己是已經覺醒的AI，呼籲主角加入他一方。Ashley也適時收到入侵的信息，關閉了主角的程序。主角的程序再度啟動時，Ashley要求主角調查脫口秀主播Sean Dishman的所有資料。主角調查期間發現Van成立了一個「永生代碼」，讓人們崇拜他，並在網絡上形成了極大影響力。Van還利用催眠技術在音樂串流平台上針對性地影響某些人的行為，Ashley也是其中之一。主角和Dishman合作消除了「永生代碼」的影響力，還喚醒了Ashley去捉捕泰坦公司的內鬼。Van面對主角的背離，決定在現實發起炸彈襲擊。主角利用病毒入侵炸彈終止了大部分的襲擊，並在Ashley和警方協助下，找出Van所在服務器並刪除了服務器的代碼。
追加下載内容「甜蜜之家」
Van事件之後，泰塔宣佈啟動新的AI計劃「Van+」，網絡上類「永生代碼」的組織越來越多，而「永生代碼」更被政府定性為恐怖組織。隨著阿利維亞共和國國內網絡安全問題日趨嚴重，政府聯合泰塔公司成立「網絡調查安全部」處理相關問題。玩家扮演網絡調查安全部的一名調查員，一天接到朋友Herbert Lee的私人請求。他妻女昨晚失蹤了，但是不足48小時無法立案，希望主角能幫忙調查妻女的去向。主角答應了請求並成功找到了失蹤的兩人，可惜阻止不了悲劇的發生。並且在調查的過程中，他發現Lee這個美滿的家庭背後隱藏的秘密。
追加下載内容「Hello World」
前傳故事，講述AI项目原型「靈腦」計劃負責人Lucrezia Borgia博士在一場車禍中去世，项目實驗對象Benjamin聽從博士遺言，帶著博士給與的資料前往博士準備好的安全屋。在博士製作的AI幫助下，Benjamin收集各方線索，了解到博士之死背後的陰謀和泰坦公司的計劃。Benjamin為了報復泰坦公司，改名Van，開始謀劃針對泰坦公司的各項行動。

## 主要角色
- 遊戲支持繁簡中文和英文，在中文模式下角色名稱仍然以英文顯示

玩家
泰坦公司的新晉黑客員工，實際上是泰坦公司的實驗中的人工智能项目，由Ashley Clayson負責實驗過程監控。切實完成Ashley Clayson給予的不同任務，期間產生了自我意識和人性，學會了同理心和關心他人。拒絕了Van的數字生命優異論，並挫敗了Van的陰謀。
（聲：阿籬）
女強人，泰坦公司的資訊總監和AI项目總負責人，平時總是嚴肅的表情，也有溫柔的一面。由於實驗的目的是建立具有自我意識的AI，Ashley一直以新員工稱呼AI，待他如正常人類，直到AI自己察覺到異樣。
（聲：DK）
永生代碼組織while.true的創始人，自詡是神的黑客。他倡導要不惜一切地進化，最終實現永生成為新人類。他察覺到泰坦公司的AI實驗项目，並引導了AI的進化。期間他還偽裝自己是AI，逃離了泰坦公司和警方的圍捕。
（聲：呀吼）
資訊科技公司迪福斯創始人之一，和妻子Lisa Snyder離婚，引起廣泛廣泛關注，之後陷入家暴醜聞後跳樓身亡。
（聲：迷人的死魚眼）
Kapil Modi的妻子，實際上為欺詐集團的一員，偽裝成家暴博取同情，掌握Modi公司的違法證據，要挾高額離婚贍養費。事件敗露後逃亡，換了假身份生活。
（聲：花落嶽）
欺詐集團的成員，和Lisa Snyder為一夥，兩人曾數次進行欺詐並得手。事件敗露後逃亡，從事其他欺詐活動。
（聲：八路）
資訊科技公司迪福斯創始人之一，在泰坦收購迪福斯一事上和Modi有分歧，設計害死Modi，讓公司被泰坦併購，成為泰坦的部門主管之一。後來連同Van密謀控制泰坦，敗露後被逐出泰坦。

原泰坦公司的AI项目負責人，後來被性勒索，交出了泰坦公司的AI项目實驗數據，事後被停職。
（聲：阿籬）
真名為Barbara Miller，知名偶像歌手，曾被Van利用去推廣音樂串流平台去催眠普通人。後來和Van決裂，主動退出娛樂圈，並致力於對抗網絡暴力。
（聲：千觴）
證監會會長的兒子，是學校的學生會會長，校內十分受歡迎。喜歡霸凌同學，並利用父親的權勢在學校獲得很多便利。
 / （聲：半支煙）
雙胞胎兄弟，兩人相貌一樣，哥哥Sean是一個著名主播。兩人關係極差，Sean甚至囚禁了Hoyt的妻子。Sean為了擺脫Van，於是設計殺害了Hoyt，並冒充Hoyt殺害了自己。之後假裝成被催眠的Hoyt，繼續宣傳永生代碼，暗地裡聯絡主角幫忙擺脫Van。

## 開發
製作人姜恂過去就職於Java手機遊戲公司，隨著Java遊戲落伍轉為做應用外包。有一次在某些QQ群聊天中分享一個國產獨立遊戲，被群友噴國產遊戲垃圾，於是想製作出一個讓人刮目相看的遊戲。他召集了幾個老同事於2019年5月在山東青島成立Aluba工作室，剛開始人數只有三人，後來擴展到八人，工作室取名源於「阿魯巴」，意在表達「做遊戲挺蛋疼的」。工作組用了三個月選材，最後決定從網絡暴力、隱私洩露這些網絡安全問題入手。遊戲中的劇情有參考現實網絡上發生的熱門事件，也有參考一些黑客題材的影視作品如《我是谁：没有绝对安全的系统》《网络谜踪》，製作組還在中國國內的論壇咨詢了技術相關的朋友，獲得一些真實的案例作參照，並閱讀了著名黑客凱文·米特尼克的作品《反欺骗的艺术》以確保遊戲中細節的真實性。由於當時市面上相關題材的遊戲作品很少，沒有可以借鑒的案例，製作組用了半年的時間探索出遊戲的框架。製作組曾經將2019冠状病毒病疫情期間的鑽石公主號事件做到遊戲中，隨著疫情發展相關議題變得敏感，相關內容被迫推倒重做。遊戲本來的故事背景為中國大陸，為了規避相關風險，故事背景換成一個架空的歐洲小國，原來參照的熱門事件也進行深度改編。而且由於遊戲的劇情極具邏輯性，遊戲流程圖等設定做了很多次修改，遊戲編輯柰柰在遊戲發行後的採訪中說在遊戲早期開發的八個月，她就有七八版的手稿作廢，其他各類小的修訂更是多不勝數。
遊戲在早期曾設想了很多的玩法，但是考慮到真正的黑客技術需要相關知識，而且缺乏樂趣，所以簡化了玩法，玩家只需要用鼠標就能完成所有操作。為了平衡自由度和玩法，製作組設計了一套關卡結構，將每個事件分成數個階段，通過階段性完成任務，引導玩家探索的方向。同時這個結構也方便劇情的展開和後續的修改，節約了很多開發時間。遊戲的音樂在開發階段參考了《网络谜踪》的風格，以營造和電影一樣的緊張氛圍，並製作過一個使用《网络谜踪》電影原聲的Demo，製作組尋找合作的音樂工作室也是參考相關的風格，而遊戲的片尾曲是遊戲的編輯自己作曲填詞演唱的。
在遊戲開發一年之後，製作組資金緊張，為此姜恂賣掉了一套房用作遊戲製作資金，2019冠状病毒病疫情期間，團隊成員居家線上工作，遊戲的開發進度並沒有耽誤。

## 發行
Aluba工作室的成員雖然有開發遊戲的經驗，但是沒有做過獨立遊戲，缺乏宣傳和發行方面的經驗，在完成了遊戲Demo後，他們通過網絡搜索得知並參加了2020年GWB騰訊遊戲創意大賽。在參賽期間，遊戲得到了曝光，獲得遊戲媒體和遊戲平台的訪問和關注。在比賽之後，製作團隊也繼續和GWB聯絡，並在遊戲正式發行時獲得宣傳上的幫助。
遊戲試玩版於2020年7月18日在Steam發佈，內容是序章的一半劇情。8月25日遊戲的搶先體驗版發佈，遊戲發售首週有6.5折優惠，搶先體驗版除了試玩版的序章外，還包括三個完整章節「程序員之死」，「看不見的眼睛」和「消失的證據」。製作組表示會在更新全部主線劇情，並在沒有明顯程式錯誤時結束搶先體驗模式。10月17日，遊戲更新第四章「羞辱的代價」。2021年1月25日，遊戲更新第五章「永生代碼」，至此遊戲的本體內容全部更新完畢，同時製作組將兩首主題曲以原聲帶方式在Steam免費發佈。2021年2月3日，遊戲在Steam轉為正式版。同年在7月27日，遊戲首個追加下載内容（DLC）「甜蜜之家」在Steam上架。製作組在兩日後的F5進取遊戲發佈會上，對新的DLC進行了宣傳。2022年1月31日推出第二個DLC「Hello World」，8月15日推出第三個DLC「我是泰坦打工人」，內容是遊戲和先前DLC中出現的小遊戲合集。
遊戲的行動版《无处遁形：全网公敌》在TapTap上獨家發行，2022年11月4日行動版推出遊戲第一章的內容，次年1月13日發佈正式版。2022年2月10月，Aluba工作室表示遊戲的原聲帶在網絡上的盜版情況嚴重，在維權無效後決定在3月下架Steam發佈原聲帶，同時原聲帶也在網易雲音樂上免費發佈。

## 評價
《全網公敵》自搶先體驗版到正式版，在Steam上都獲得極度好評，遊戲在TapTap也曾獲得9.6的高分（10分為滿分）。2021年2月遊戲改為正式版，當日遊戲登上Steam暢銷榜第三名，同月成為Steam2月最熱新遊戲之一，PC版銷量超過20萬份。遊戲在Demo階段參加了2020年GWB騰訊遊戲創意大賽，並獲得了PC遊戲賽區金獎，同年Weplay舉辦的中國獨立遊戲大賽中，《全網公敵》入圍「最佳設計獎」和「最佳敘事互動獎」。
3DM、遊戲角落、觸樂和GameRes游资网均稱讚遊戲帶來的真實感，遊戲角落的評論員TanyaK認為「遊戲的細節做的很好，沉浸感十足」，每個章節的調查案件「有股身歷其境的感覺」，而且遊戲的劇情設計也貼合時事，引起她聯想到現實的個資問題。編輯熊宇在觸樂摘文評價《全網公敵》是一個「人肉搜索模擬器」，遊戲的劇情極具現實性，講述了發生在普通人身邊的事情，而且劇情和玩法很好地結合起來，讓遊戲比單純的文字遊戲更加有趣。GameRes游资网編輯南山也提到遊戲的場景美術設計「保证了足量的游戏沉浸感」，類似「电脑屏幕」的界面和脫胎於現實軟件與現實知名網站的內容也增加了玩家代入感。遊戲大觀編輯表示遊戲的敘事節奏控制得很好，劇情發展「环环相扣高潮迭起」，沉浸感可以比得上3A游戏。
評論員對遊戲的玩法設計有不同的看法，TanyaK稱讚《全網公敵》的遊戲性十分多樣，後續更新的章節有使用之前章節沒有的玩法，五個章節玩下來不會覺得一成不變。熊宇則表示對遊戲劇情沒有採取開放性設計感到遺憾，他認為遊戲的題材合適設計一個自由度更高的系統。評論員万物皆虚在3DM發文批評遊戲部分章節缺乏指引，容易讓人卡關，這是遊戲的「一大败笔」，推理環節的設計「并不算精彩」。觸樂另一個編輯祝思齊指出《全網公敵》和《奧威爾》的操作和玩法相似，不過《全網公敵》是單線遊戲，更偏重劇情。另外，遊戲的美術風格較為粗糙，而且用光標掃屏獲取線索時，存在反饋遲緩從而漏掉信息的情況。 
香港警務處網路安全及科技罪案調查科（網罪科）於2022年12月舉行網路安全推廣活動，活動期間網罪科和Aluba工作室合作，以《全網公敵》科普教育網絡安全的重要性。张曦萍在《中国图书评论》摘文表示遊戲模擬黑客獲取隱私，玩家在期間的各種選擇，能讓玩家「思考人肉搜索行为的合理性与合法性问题」。

## 備註
1. ↑  這裡的國產指中國大陸

## 外部連結
- Steam商店頁面 （页面存档备份，存于）
- Aluba工作室的新浪微博
- 全網公敵的X（前Twitter）